# Barbie – Modezauber in Paris
Barbie – Modezauber in Paris (Originaltitel Barbie: A Fashion Fairy Tale) ist ein US-amerikanischer Animationsfilm aus dem Jahr 2010. Es handelt sich um eine Direct-to-DVD-Produktion von Rainmaker Entertainment in Kooperation mit Mattel Entertainment, Regie führte William Lau. Vertrieben wird der Film von Universal Pictures.

## Handlung
Barbie ist eine erfolgreiche Schauspielerin. Während eines Filmdrehs kommt es zum Streit mit dem Regisseur, der Barbie daraufhin feuert. Als sie einen Anruf von ihrem Freund Ken erhält, erzählt dieser ihr, dass er die Beziehung beenden will. Daraufhin packt Barbie ihre Koffer und reist nach Paris, um ihre Tante Millicent zu besuchen, die dort ein Modehaus betreibt. Dort angekommen, muss jedoch Barbie feststellen, dass es von der Schließung bedroht ist und ihre Tante es daher bereits verkauft hat.
Währenddessen stellt sich heraus, dass der Anruf nicht von Ken stammte, sondern von ihrer Gegenspielerin Raquelle gefälscht wurde. Ken beschließt, Barbie nach Paris hinterherzureisen, um die Sache aufzuklären. Mit Hilfe der drei Glitzerfeen Shyne, Shimmer und Glimmer entwirft Barbie gemeinsam mit der schüchternen Designerin Alice und ihrer Tante eine neue Kollektion und stellt sie mit Erfolg bei einer Modenschau vor. Ihre Tante erhält den Auftrag, 10.000 Kleider anzufertigen, und kann von den Einnahmen das Modehaus zurückkaufen. Auch Ken trifft in der Zwischenzeit in Paris ein und kann das Missverständnis aufklären.

## Hintergrund
Der Film ist der bislang 18. Teil einer Reihe von Filmen mit der Barbie-Puppe als animierte Figur. Er erschien im deutschsprachigen Raum am 16. September 2010 ausschließlich auf DVD, die deutsche Erstausstrahlung war am 9. Oktober 2010 beim Fernsehsender Super RTL.

## Synchronisation
Die deutsche Synchronbearbeitung fertigte das Synchronstudio SDI Media an. Das Dialogbuch stammt von Nana Spier, welche auch für die Synchronregie zuständig war.
| Rolle           | Englischer Sprecher | Deutscher Sprecher |
| --------------- | ------------------- | ------------------ |
| Barbie          | Diana Kaarina       | Ilona Otto         |
| Ken             | Adrian Petriw       | Gerrit Schmidt-Foß |
| Marie-Alicia    | Tabitha St. Germain | Julia Meynen       |
| Tante Millicent | Patricia Drake      | Joseline Gassen    |
| Jacqueline      | Alexa Devine        | Anna Carlsson      |
| Delphine        | Shannon Chan-Kent   | Jennifer Weiß      |
| Sequin          | Brandy Kopp         | Jennifer Weiß      |
| Teresa          | Maryke Hendrikse    | Giuliana Jakobeit  |
| Grace           | Kandyse McClure     | Esra Vural         |
| Raquelle        | Brittney Irvin      | Esra Vural         |